# Super Street Fighter II
Super Street Fighter II: The New Challengers è un videogioco picchiaduro a incontri della serie Street Fighter, in particolare uno dei tanti seguiti di Street Fighter II. Venne prodotto dalla Capcom nel 1993 come videogioco arcade e successivamente convertito per numerose piattaforme domestiche.
Fu il primo titolo, assieme a Dungeons & Dragons: Tower of Doom, a girare sul nuovo sistema arcade CPS-2 (Capcom Play System 2).
Fu seguito da Super Street Fighter II Turbo, aggiornamento uscito nel 1994.  Quest'ultima variante nel mercato giapponese è nota come Super Street Fighter 2 X - Grand Master Challenge.
Nel 2004, a 15 anni di distanza dal primo Street Fighter II, è uscita una versione celebrativa denominata Hyper Street Fighter II. Tale versione, identica nelle schermate iniziali e di scelta del personaggio, ha la caratteristica di poter scegliere i personaggi di qualunque delle 5 varianti del gioco uscite nel corso della sua storia: Street Fighter II: The World Warrior, Street Fighter II': Champion Edition, Street Fighter II': Hyper Fighting, Super Street Fighter II - The New Challengers e Super Street Fighter II Turbo. Un'altra versione, remake dell'originale, è uscita nel 2017 con il nome di Ultra Street Fighter II: The Final Challengers.
Super Street Fighter II: The New Challengers è inoltre presente nella versione giapponese del Nintendo Classic Mini: Super Nintendo Entertainment System.

## Cambiamenti

### Grafica e sonoro
La maggior parte degli sprite grafici di Street Fighter II ha subito miglioramenti, mentre ad essere ridisegnati sono stati gli stage, i volti e le barre. La scena d'apertura è stata sostituita con Ryu che, in posizione da combattimento con la faccia rivolta verso lo schermo, carica l’Hadoken e lo lancia. Nella versione turbo l'opening aggiunge Chun-Li e Cammy come personaggi di intermezzo, ed Akuma, in posizione meditativa, che attende che Ryu sganci l'attacco. 
Riguardo al fronte del gameplay, sono state sviluppate nuove animazioni e nuove posizioni di vittoria. Tutti e quattro i boss ora hanno più fotogrammi per gli attacchi di base (Vega e Sagat non avevano un pugno aereo nelle versioni precedenti), mentre Chun-Li adesso ha un'animazione alquanto provocante per la sua Kikonen, proiettile energetico simile all’Hadoken.
Tutte le canzoni sono state ricomposte e adesso ogni personaggio ha a disposizione un doppiatore personale.

### Personaggi
I 12 personaggi dei precedenti Street Fighter II sono ancora presenti, con modifiche varie alle loro mosse per una giocabilità più bilanciata. Per esempio ora Ryu dispone del Fire Hadoken, mentre un Flaming Dragon Punch è stato aggiunto a  Ken, Zangief ha l’Atomic Buster e M. Bison il Devil Reverse.
- Blanka (Brasile)

- Chun-Li (Cina)

- Dhalsim (India)

- E. Honda (Giappone)

- Guile (Stati Uniti)

- Ken (Stati Uniti)

- Ryu (Giappone)

- Zangief (Unione Sovietica)

- Balrog (Stati Uniti) - M. Bison nella versione giapponese

- Vega (Spagna) - Balrog nella versione giapponese

- Sagat (Thailandia)

- M. Bison (isola Shadaloo, nell'Oceano Indiano) - Vega nella versione giapponese

Sono stati aggiunti 4 personaggi, che aumentano il roster dai 12 originali a 16:
- T. Hawk (Messico) - nativo americano che prova astio per M.Bison, distruttore di molte tribù sue alleate

- Cammy (Inghilterra) - agente al servizio del SAS britannico, dal passato ignoto

- Fei Long (Hong Kong) - attore di fama nazionale alla ricerca di veri avversari per testare le sue abilità del Kung-fu

- Dee Jay (Giamaica) - ballerino e cantante giamaicano, intento a combattere per ispirarsi nella sua arte

Nella versione Turbo, se si arriva fino a M. Bison senza perdere una sola volta e al livello di difficoltà più difficile, si può affrontare al suo posto Akuma.